# Heinrich August von Gersdorff

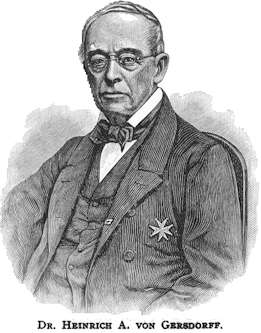
Heinrich August Freiherr von Gersdorff

Heinrich August Freiherr von Gersdorff (* 18. Januar 1793 in Herrnhut; † 30. September 1870 in Weimar) war ein deutscher Jurist und Homöopath.

## Leben
Heinrich August von Gersdorff entstammte dem Lausitzer Uradelsgeschlecht von Gersdorff. Er war ein Sohn des Majoratsherrn auf Alt-Seidenberg in der Oberlausitz (heute Ortsteil von Sulików) Ernst von Gersdorff und seiner zweiten Ehefrau Charlotte, geb. Gräfin Pfeil aus dem Haus Groß Wilkau. Als Mitglieder der Brüdergemeine verbrachten sie die Winter in Herrnhut. Der spätere Staatsminister von Sachsen-Weimar-Eisenach Ernst Christian August von Gersdorff war sein älterer Halbbruder aus der ersten Ehe seines Vaters. Er durchlief das Erziehungs- und Bildungssystem der Brüdergemeine: Mit sieben Jahren kam er in das Internat in Niesky, ging dann auf das Pädagogium in Barby und war zuletzt im adligen Pensions-Institut in Großhennersdorf bei Herrnhut.
1810 begann er ein Studium der Rechtswissenschaften an der Universität Leipzig. Bedingt durch den Verlauf der Koalitionskriege, trat er als Kadett in ein österreichisches Chevauxleger-Regiment. Im Sommer 1813 verließ er diesen Dienst wieder und meldete sich als Kriegsfreiwilliger bei General von Blücher, als dieser im Herbst 1813 sein Hauptquartier in Herrnhut aufgeschlagen hatte. Er wurde dem Brandenburger Husarenregiment (Zieten-Husaren) überwiesen; sein erster Einsatz war in der Schlacht bei Wartenburg am 3. Oktober 1813. Kurz darauf wurde er in der Völkerschlacht bei Leipzig vom Pferde gehauen und am Kopf und linken Arm so schwer verwundet, dass er den Militärdienst verlassen musste.
Er ging an die Universität Jena, setzte sein Studium fort und wurde 1817 zum Dr. jur. promoviert. Als Assessor beim Regierungscollegium in Jena trat er in den Staatsdienst von Sachsen-Weimar-Eisenach. Bei Einführung des Geschworenengerichts wurde er zum Präsidenten ernannt. Ab 1850 war er Appellationsgerichtsrat am Gemeinschaftlichen Appellationsgericht in Eisenach für Sachsen-Weimar-Eisenach, Schwarzburg-Rudolstadt und Schwarzburg-Sondershausen. 1867 konnte er sein 50. Dienstjubiläum im weimarischen Staatsdienst feiern.
Heinrich August von Gersdorff war ein früher Anhänger und Freund von Samuel Hahnemann. Er behandelte in Eisenach viele bedürftige Patienten mit Erfolg und machte an sich selbst die verschiedensten Versuche mit Arzneimitteln.
Er heiratete 1818 in Herrnhut Auguste, geb. von Tschirschky und Bögendorff. Der Sohn des Paares Ernst Bruno von Gersdorff emigrierte 1849 in die USA und wurde ein erfolgreicher Arzt in Boston. Er war der Urgroßvater des Journalisten Ben Bradlee. Die Tochter Alma (1837–1909) heiratete den mecklenburgischen Gutsbesitzer und Landrat Georg von Flotow (1837–1901) auf Kogel und Stuer.

## Auszeichnungen
- Titel Geheimer Justizrat
- Hausorden vom Weißen Falken, Ritter 1. Klasse
- Fürstlich Schwarzburgisches Ehrenkreuz II. Klasse
- Königlich Preußischer St. Johanniter-Orden, ab 1852 Ehrenritter des Johanniterordens
- Ritter des Kurhessischer Wilhelmsorden